# Couleuvre de Montpellier
Malpolon monspessulanus
Espèce
Synonymes
- Coluber monspessulanus Hermann, 1804
- Natrix lacertina Wagler, 1824
- Coelopeltis monspessulanus (Hermann, 1804)
- Coelopeltis lacertina (Wagler, 1824)

Statut de conservation UICN

 LC  : Préoccupation mineure
La Couleuvre de Montpellier, Malpolon monspessulanus, est une espèce de serpents de la famille des Lamprophiidae.

## Description

### Généralités
C'est un grand serpent dont la longueur totale peut exceptionnellement dépasser les 2 m. Diverses sources indiquent une longueur maximale de 2,55 m, mais le record dûment documenté est de 2,23 m, ce qui en fait l'un des plus grands serpents d'Europe. Le corps est svelte et la tête étroite. Le dimorphisme sexuel est très important. Les mâles sont généralement plus grands et imposants que les femelles, à l'inverse de la majorité des autres espèces de serpents. Les mâles adultes mesurent le plus souvent entre 1,5 et 1,7 m, et les femelles entre 1 et 1,3 m.
La Couleuvre de Montpellier a une coloration allant du brun au verdâtre, avec le ventre jaune uni. Le mâle porte sur le tiers antérieur, une « selle » noire très nette plus ou moins étendue.

## Biologie et éthologie

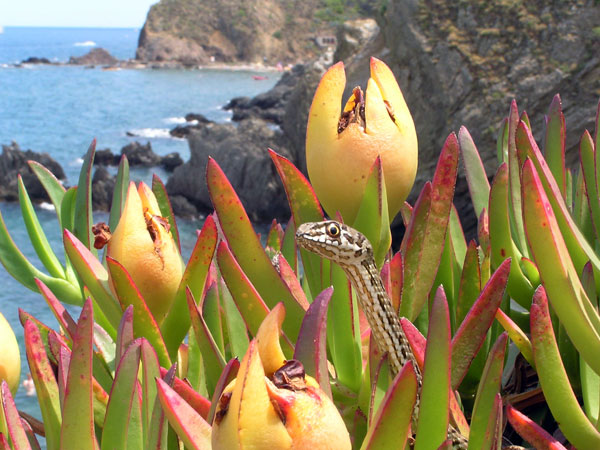
Jeune couleuvre de Montpellier dressée pour observer son environnement.

### Généralités
C'est un serpent diurne. Sa densité est généralement d'environ dix individus par hectare.

### Appareil venimeux
Elle est une des couleuvres présentes en France. Elle ne possède pas de crochets fonctionnant comme ceux de la vipère. Ses crochets, peu mobiles, sont situés au fond de la mâchoire supérieure (elle est dite opisthoglyphe) et sont cannelés. Ils ne fonctionnent pas à la manière d'une seringue.

### Alimentation

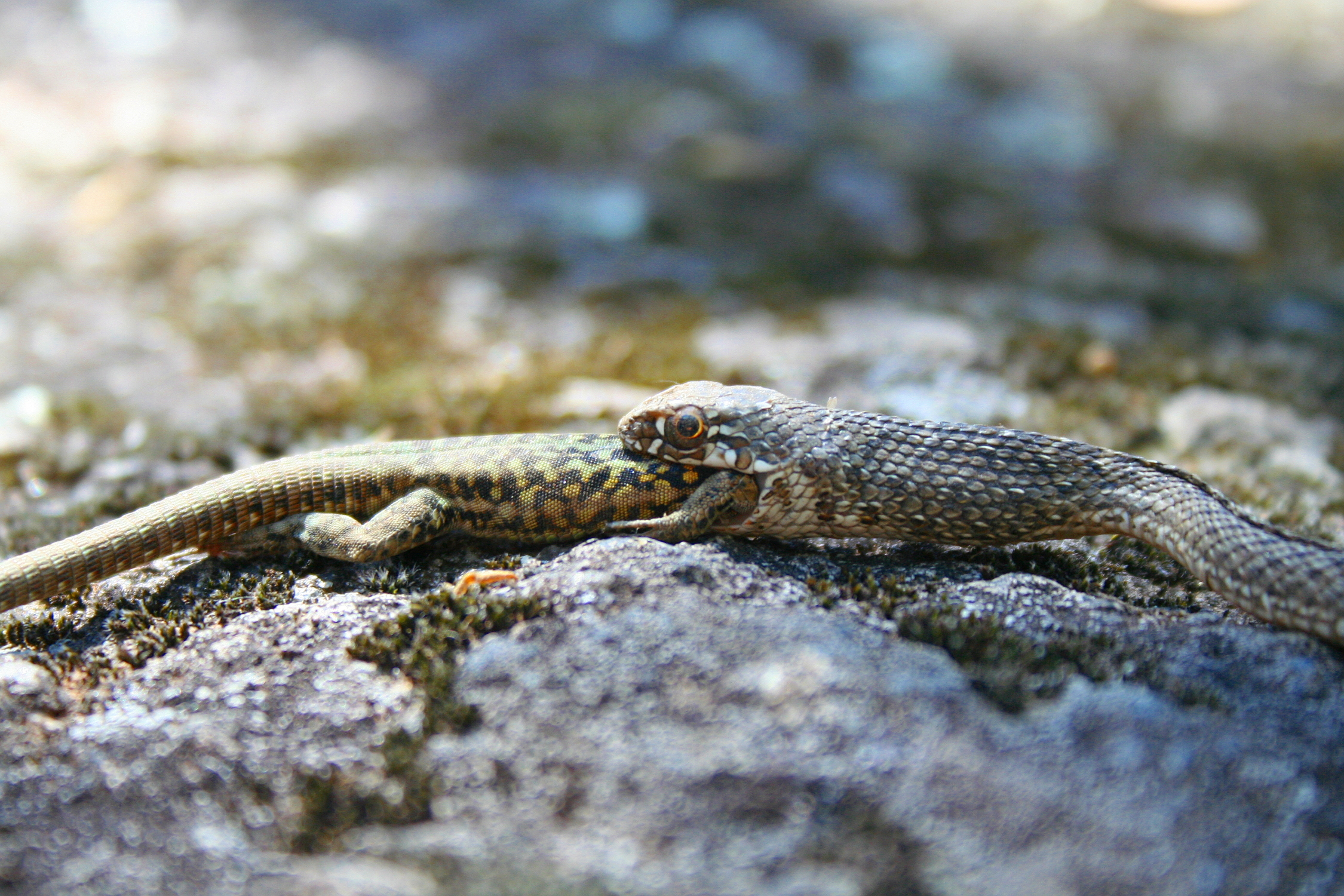
Couleuvre de Montpellier en train d'avaler un lézard catalan.

Son alimentation est constituée de lézards (comme Psammodromus algirus ou même des lézards ocellés de taille adulte), de serpents (comme Rhinechis scalaris ou Hemorrhois hippocrepis), d'oiseaux ou de petits mammifères (muridés, lapereaux...). Le venin tue la proie lentement, en vingt-quatre ou quarante-huit heures. La Couleuvre de Montpellier chasse à vue.

### Cycle de vie et reproduction
Cette couleuvre se reproduit d'avril à juin, les femelles pondant de 4 à 14 œufs sous un tas de feuilles ou de pierres. Les œufs éclosent généralement au bout de 2 mois, les nouveau-nés mesurant de 20 à 35 cm. La maturité sexuelle est atteinte au bout de 3 à 5 ans.

### Comportement de défense
Si elle est acculée ou se sent en danger, elle peut parfois se dresser comme un cobra, souffler fortement pour impressionner son adversaire et, en dernier ressort, se rebiffer et mordre. Bien qu'elle soit venimeuse, le fait qu'elle possède une dentition opisthoglyphe la rend généralement inoffensive pour l'Homme bien que des cas d'envenimations aient été observés. Ceci arrive dans des circonstances exceptionnelles, notamment si un doigt est inséré profondément dans la gorge du serpent. Dans un tel cas, la morsure s'accompagne d'une inflammation locale et de douleur, d'œdème et/ou de lymphangite, voire des symptômes neurologiques (paresthésie, dysphagie, ptôsis ou dyspnée) ou, exceptionnellement, d'une paralysie. Ces effets sont néanmoins passagers même si la guérison peut prendre plusieurs jours,.

## Répartition
Cette espèce se rencontre sur le pourtour méditerranéen : au Portugal, en Espagne, au sud-est de la France et au nord-ouest de l'Italie (Ligurie), ainsi qu'au Sahara occidental et nord de l'Algérie et du Maroc.

### Habitat

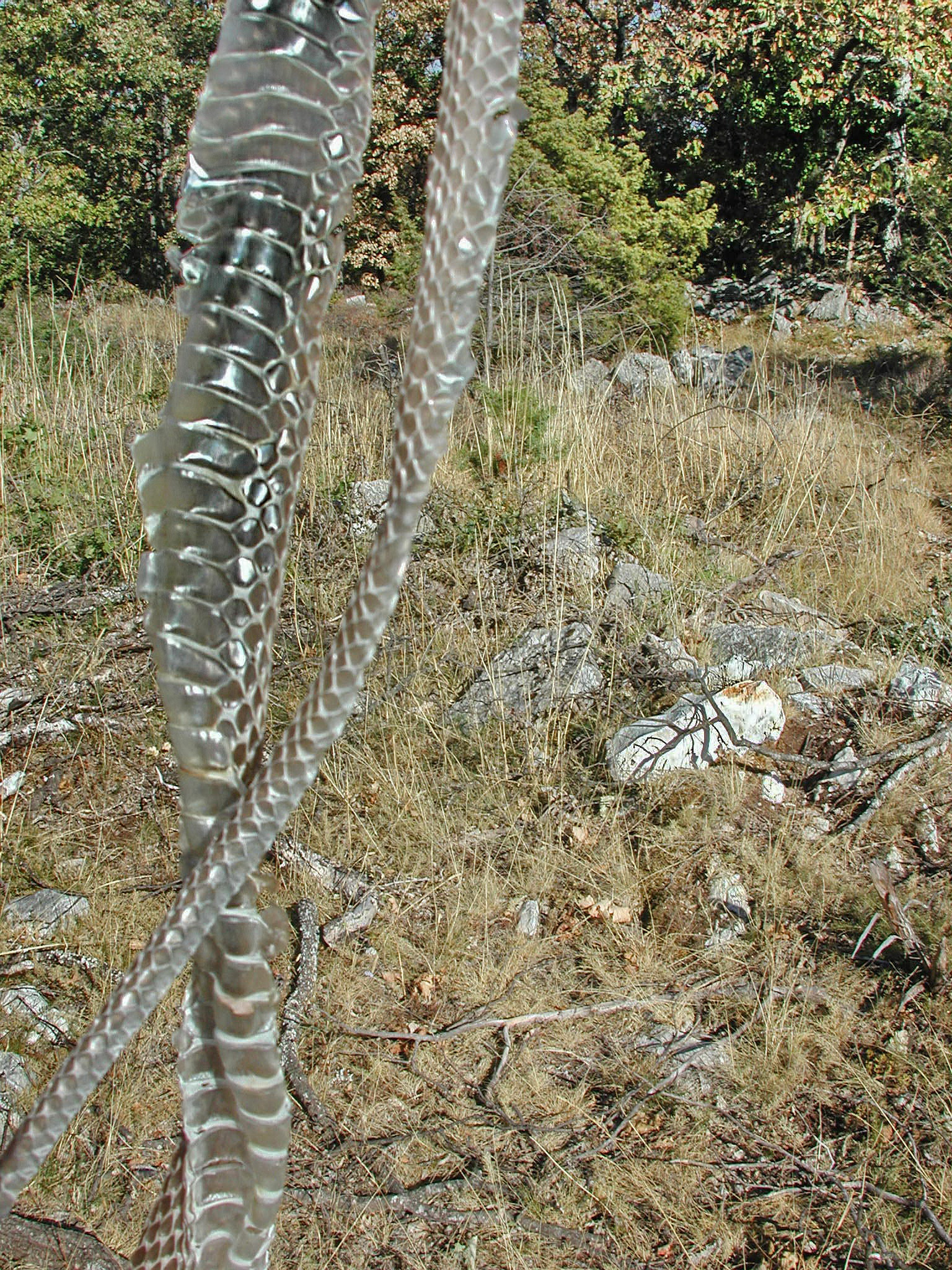
Exuvie de couleuvre de Montpellier découverte dans son habitat caractéristique.

C’est un serpent qui préfère les terrains secs et rocailleux dans lesquels il pourra avoir de nombreuses cachettes pour se réfugier. On peut observer la couleuvre de Montpellier également dans des forêts de chênes verts, à proximité de points d’eau ou encore dans les prairies.

## Taxinomie et sous-espèces

### Étymologie
Son nom spécifique, monspessulanus, vient de la latinisation de Montpellier,.

### Liste des sous-espèces
Selon The Reptile Database (15 déc. 2011) :
- Malpolon monspessulanus monspessulanus (Hermann, 1804)
- Malpolon monspessulanus saharatlanticus Geniez, Cluchier & De Haan, 2006

La sous-espèce Malpolon monspessulanus insignitus (Geoffroy de St-Hilaire, 1809) a été élevé au rang d'espèce sous le nom de Malpolon insignitus, et la sous-espèce Malpolon monspessulanus fuscus  est devenue une sous-espèce de cette dernière.

## La Couleuvre de Montpellier et l'Humain

### Protection
Malpolon monspessulanus figure en annexe III de la convention de Berne de 1982, ce qui signifie qu'elle fait partie des espèces de faune protégées en Europe,. 

### Publications originales
- Geniez, Cluchier & De Haan, 2006 : A multivariate analysis of the morphology of the colubrid snake Malpolon monspessulanus in Morocco and Western Sahara: biogeographic and systematic implications. Salamandra, vol. 42, p. 65-82 (texte intégral).
- Hermann, 1804 : Observationes zoologicae quibus novae complures, vol. 20, p. 1-332 (texte intégral)